# Krumme Lanke (metrostation)
Krumme Lanke is een station van de metro van Berlijn, gelegen aan de kruising van de Argentinische Allee en de Fischerhüttenstraße in de wijk Zehlendorf. Het metrostation werd geopend op 22 december 1929 en is het zuidwestelijke eindpunt van lijn U3. Zijn naam dankt station Krumme Lanke aan een meer in de omgeving.
Station Krumme Lanke werd gebouwd als onderdeel van de eerste en enige verlenging van de Wilmersdorf-Dahlemer U-Bahn, de huidige U3. Het gebied waarin het station ligt was tijdens de aanleg van de lijn nog grotendeels onbebouwd. Verlenging leek hierdoor niet rendabel, maar Adolf Sommerfeld, die grote stukken grond in het zuiden van de stad bezat, bood aan de bouwkosten op zich te nemen.
Het metrostation is gelegen in een uitgraving en heeft een eilandperron. Aan de westzijde van het station staat, op straatniveau, een halfrond toegangsgebouw in de stijl van de nieuwe zakelijkheid. Het door Alfred Grenander ontworpen gebouw onderging in de loop der jaren enkele aanpassingen, totdat het aan het eind van de jaren 1980 vanwege zijn slechte staat afgebroken moest worden. Het stationsgebouw werd naar het originele ontwerp herbouwd en kon op 17 juli 1989 weer in gebruik genomen worden.

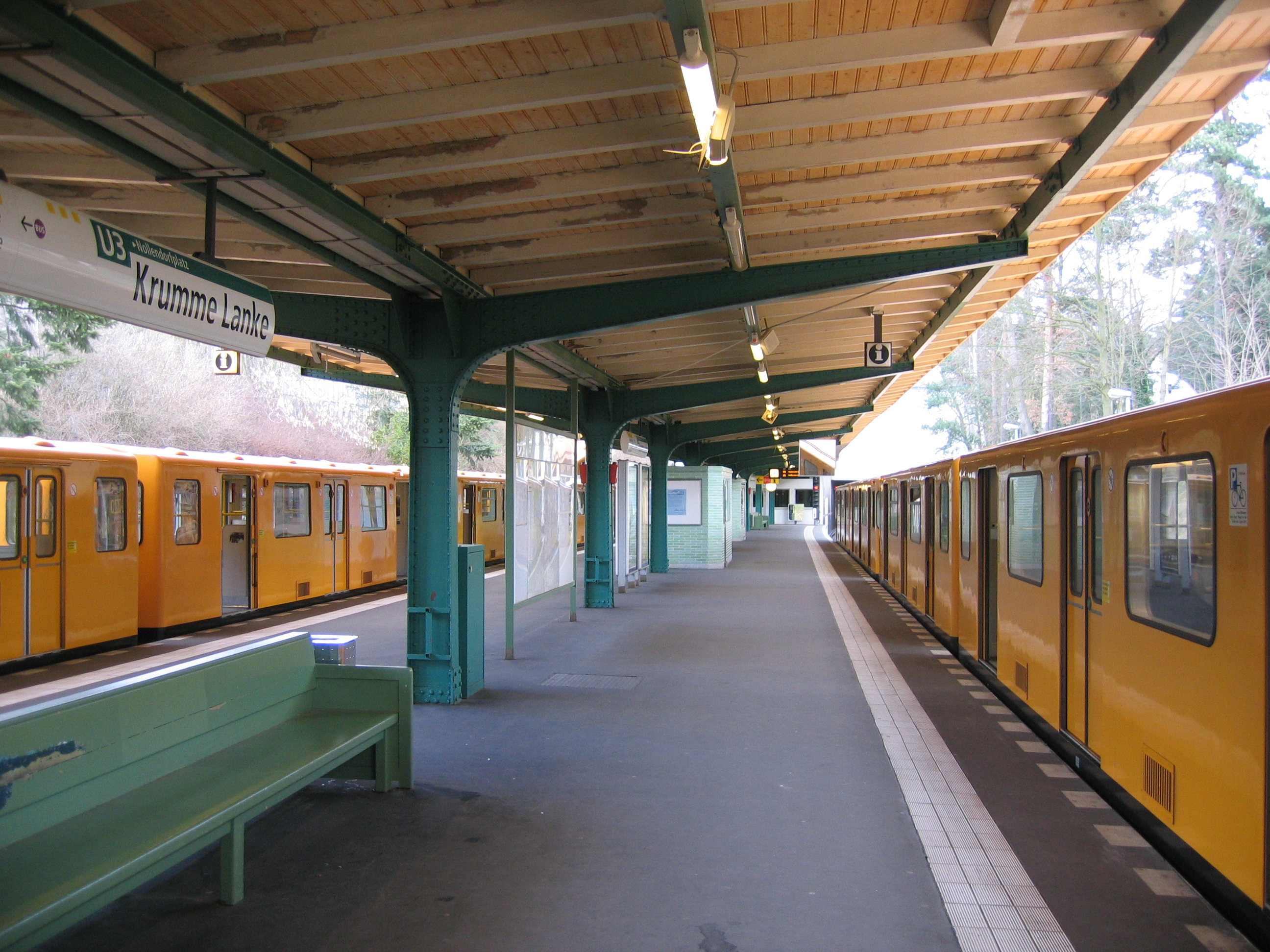
Eindpunt Krumme Lanke

Onder het toegangsgebouw ligt een korte tunnel met keersporen. Reeds lang bestaan er plannen deze tunnel te verlengen naar station Mexikoplatz, om de U3 op de S-Bahn te laten aansluiten. Vanwege de slechte financiële situatie van de stad zal deze 900 meter lange missende schakel voorlopig echter nog niet gebouwd worden. Ten oosten van het station bevinden zich vier overdekte opstelsporen. Tot 1968 was hier een kleine werkplaats gevestigd. De opstelhal staat, net als het station zelf, onder monumentenbescherming.